# Elias Van Breussegem
Elias Van Breussegem (Oudenaarde, 10 april 1992) is een Belgisch wielrenner die van 2019 tot en met 2022 reed voor Tarteletto-Isorex.
Sinds 2023 rijdt hij voor Shifting Gears - als elite zonder contract
Hij staat te boek als tijdrijder, zo won hij reeds verschillende Belgische kampioenschappen tijdrijden.

## Overwinningen
2014
 Belgisch kampioen tijdrijden, Beloften
2015
1e etappe Ronde van Midden-Nederland (ploegentijdrit)
2016
 Belgisch kampioen tijdrijden, Elite zonder contract
Omloop Het Nieuwsblad, Beloften
Triptyque Ardennais
2019
Grote Prijs Etol
2021
Dorpenomloop Rucphen
2023
 Belgisch kampioen tijdrijden, Elite zonder contract
Klimkoers Hooglede - Memorial Daan Myngheer
GP Wijlen Achiel De Cock
Nijgem
Gijnzele
Ereprijs wijlen Georges Van Kerckvoorde
Zottegem-Strijpen
Vilvoorde-Houtem
Herzele-Borsebeke
GP Den Bidon
GP Argenta - Zedelgem
Stenenmuur-Sinaai
Grote Prijs Maleizen
Moerbeke-Geraardsbergen
Veldegem
Zele
GP du Bourgmestre d'Estaimpuis
Grote Prijs Koen Barbé
2024
3e etappe Ronde van Salalah
 Belgisch kampioen, Elite zonder contract
Heusden Profkoers
GP Pascal Depessemier - Flobecq
Bramburgge Erpe-Mere
Zwalm Rozebeke
Ronde van Bever
Bassevelde
GP Frank de Sy
Memorial Serge Baguet - Ereprijs Schepen Jo Vermeulen
Lauwe
Flèche Mosane
De Haan
Grote Prijs Andre Dussessoye - Beselare
2025
Witte Donderdagprijs Bellegem
Aalbeke
GP Dorpsraad Moerbeeke
Laauwe
Grote Prijs Memorial Serge Banquet
Ere-Prijs René Deridder
Ronde van Bever
Vedettencriterium Staden - Noma Cool
Lochcristi-Wachtebeke
GP Eddy De Clercq - Memorial Lucien Manssens
GP Lefevere Patrick
Kemmel
GP Herbo Liften

## Resultaten in voornaamste wedstrijden
|      | \| Jaar \| Parijs-Tours \| \| ---- \| ------------ \| \| 2018 \| opgave \| |
| Jaar | Parijs-Tours                                                               |
| 2018 | opgave                                                                     |

## Ploegen
- 2013 –  Doltcini-Flanders (tot 31-7)
- 2015 –  Vérandas Willems Cycling Team
- 2016 –  Vérandas Willems Cycling Team
- 2017 –  Veranda's Willems-Crelan
- 2018 –  Veranda's Willems-Crelan
- 2019 –  Tarteletto-Isorex
- 2020 –  Tarteletto-Isorex
- 2021 –  Tarteletto-Isorex
- 2022 –  Tarteletto-Isorex
- 2023 –  Shifting Gears Strategica
- 2024 –  Shifting Gears Strategica
- 2025 -  Shifting Gears Strategica

Boutté · Cardoen · De Kerf · Dominguez · Džervus · Gardeyn · Gène · Jory · Maniusis · Mertens · Nicolson · Schets · Smirnovs · Stilite · Suarez · Tanner · van Immerseel · Van Holderbeke · van Caldenborgh · Van Breussegem · Vernaeckt · Verwaest · Gough (stagiair) · Nolten (stagiair)
Bille · Cordeel · De Bondt · Devolder · Dupont · Duijn · Godrie · Goolaerts · Jaspers · Kruopis · Merlier · Prémont · van Aert · Van Breussegem · Van Zummeren · Vergaerde · Livyns (stagiair) · Teugels (stagiair)
De Bie · De Bondt · De Witte · Devolder · Duijn · Godrie · Goolaerts · Kruopis · Leysen · Livyns · Merlier · Steels · Tanner · van Aert · Van Breussegem · Waeytens